# Oliver Perry Hay

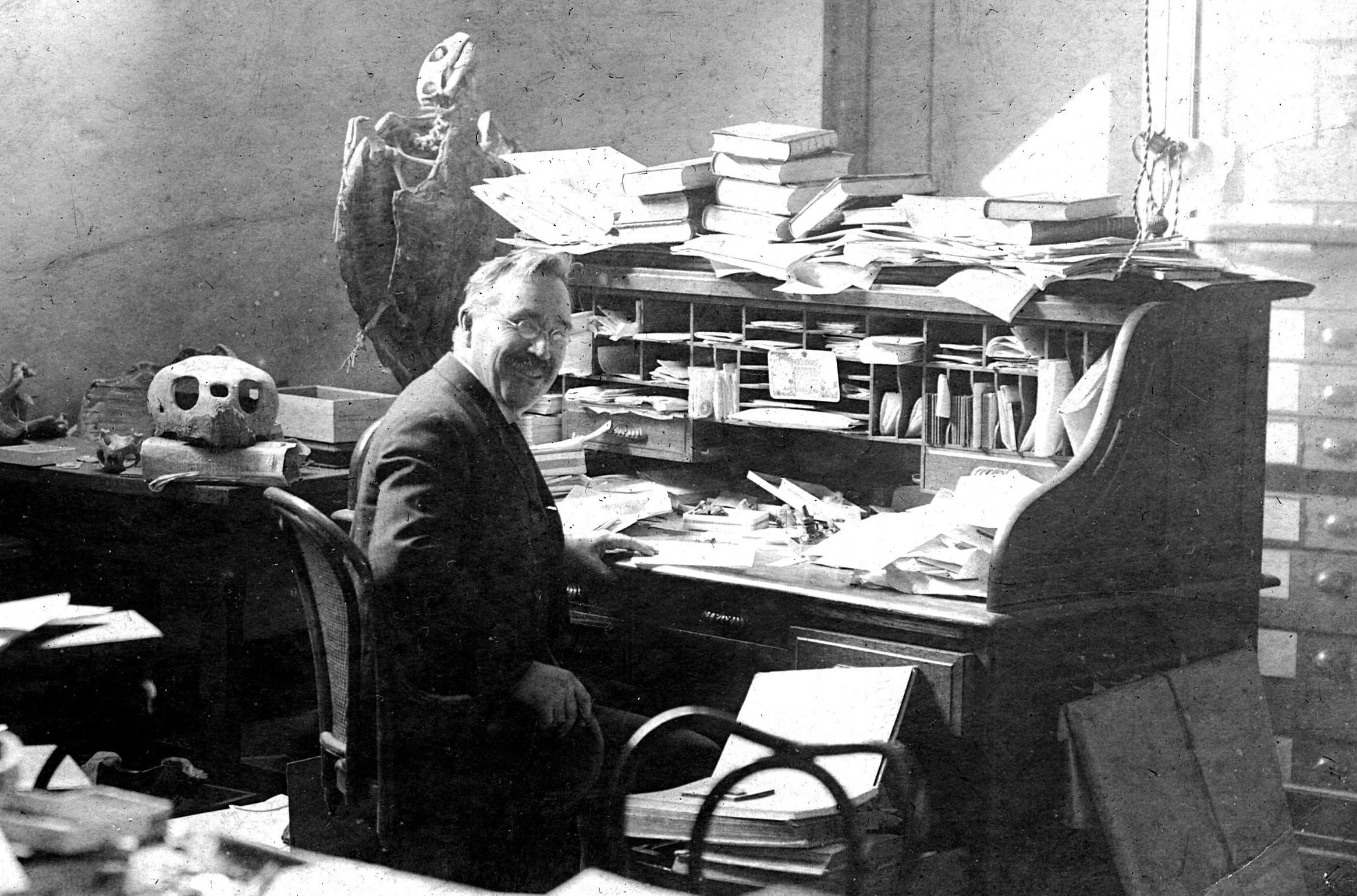
Olivier Perry Hay

Oliver Perry Hay (ur. 22 maja 1846, zm. 2 listopada 1930) – amerykański profesor i paleontolog. 

## Życiorys
W 1912 roku rozpoczął pracę w Carnegie Mellon University oraz Smithsonian Institution. Uczestniczył także w pracach nad skamieniałościami znajdującymi się w Smithsonian Institution oraz ich opisywaniu. W swoich badaniach zajmował się w szczególności plejstoceńskimi kręgowca z terenów Ameryki Północnej, publikował także prace na temat żółwi. Jego prace wydane w latach 1911–1930 znajdują się obecnie w Smithsonian Institution.

## Wybrane publikacje
- Hay, Oliver Perry (1892). The Batrachians and Reptiles of Indiana.
- Hay, Oliver Perry (1902). Bibliography and Catalogue of the Fossil Vertebrata of North America.
- Hay, Oliver Perry (1908). The Fossil Turtles of North America.
- Hay, Oliver Perry. The Pleistocene Geology of North America and its Vertebrated Animals. Trzy tomy, wydane w latach 1923–1927.